# Eishockey-Weltmeisterschaft der U18-Junioren 2003
Die 5. Eishockey-Weltmeisterschaften der U18-Junioren der Internationalen Eishockey-Föderation IIHF waren die Eishockey-Weltmeisterschaften des Jahres 2003 in der Altersklasse der Unter-Achtzehnjährigen (U18). Insgesamt nahmen zwischen dem 5. März und 22. April 2003 42 Nationalmannschaften an den sieben Turnieren der Top-Division sowie der Divisionen I bis III teil.
In seiner fünften Austragung wurde der Wettbewerb grundlegend reformiert. Die Top-Division wurde wieder von zwölf auf zehn Mannschaften reduziert, wobei die Teams in zwei Fünfergruppen drei Finalrunden- und zwei Abstiegsrundenteilnehmer ausspielten. Die Finalrunde wurde nach einem Jahr Pause wieder im K.-o.-System ausgetragen. Die Divisionen I und II wurden von acht auf zwölf Mannschaften aufgestockt und ab sofort in zwei separaten Sechsergruppen gespielt, aus denen die jeweiligen Sieger in die darüber gelegene Division aufstiegen. Die Tabellenletzten mussten in die darunter gelegene Division absteigen. Die Division III wurde durch die Mannschaften der aufgelösten Asien-Division ergänzt.
Der Weltmeister wurde zum ersten Mal die Mannschaft Kanadas, die im Finale die Slowakei mit 3:0 bezwingen konnte. Die deutsche Mannschaft fand durch einen zweiten Platz in der Gruppe A der Division I den Weg in die Top-Division – aus der sie im Vorjahr abgestiegen war – nicht zurück, die Schweiz belegte den neunten Platz in der Top-Division und stieg somit in die Division I ab. Österreich wurde Fünfter und damit Vorletzter in der Gruppe B der Division I und vermied damit knapp den Abstieg in die Division II.

## Teilnehmer, Austragungsorte und -zeiträume
- Top-Division: 12. bis 22. April 2003 in Jaroslawl, Russland
Teilnehmer:  Belarus,  Finnland,  Kanada,  Kasachstan (Aufsteiger),  Russland,  Schweden,  Schweiz,  Slowakei,  Tschechien,  USA (Titelverteidiger)

- Division I
  - Gruppe A: 23. bis 29. März 2003 in Ventspils, Lettland
Teilnehmer:  Dänemark,  Deutschland (Absteiger),  Großbritannien (Aufsteiger),  Japan,  Lettland,  Slowenien
  - Gruppe B: 22. bis 28. März 2003 in Briançon, Frankreich
Teilnehmer:  Frankreich (Aufsteiger),  Italien,  Norwegen (Absteiger),  Österreich,  Polen (Aufsteiger),  Ukraine (Absteiger)

- Division II
  - Gruppe A: 17. bis 23. März 2003 in Tallinn, Estland
Teilnehmer:  Belgien (Aufsteiger),  Bulgarien (Aufsteiger),  Estland,  Kroatien,  Spanien (Aufsteiger),  Südkorea (Aufsteiger)
  - Gruppe B: 5. bis 11. März 2003 in Belgrad, Serbien und Montenegro
Teilnehmer:  Litauen (Aufsteiger),  Niederlande,  Rumänien,  Serbien und Montenegro (Aufsteiger, als Jugoslawien),  Südafrika (Aufsteiger),  Ungarn

- Division III
  - Gruppe A: 5. bis 8. März 2003 in Mexiko-Stadt, Mexiko
Teilnehmer:  Australien (Aufsteiger über die Asien-Ozeanien-Meisterschaft),  Volksrepublik China (Aufsteiger über die Asien-Ozeanien-Meisterschaft),  Mexiko (Neuling),  Neuseeland (Aufsteiger über die Asien-Ozeanien-Meisterschaft)
  - Gruppe B: 6. bis 9. März 2003 in Sarajevo, Bosnien und Herzegowina
Teilnehmer:  Bosnien und Herzegowina (Neuling),  Island (erste Teilnahme seit 2001),  Israel (erste Teilnahme seit 2001),  Türkei

 Nordkorea meldete als Absteiger aus der Division I im Vorjahr keine Mannschaft und nahm somit nicht an den Turnieren der Division II teil.

## Top-Division
Die U18-Weltmeisterschaft wurde vom 12. bis zum 22. April 2003 in der russischen Stadt Jaroslawl ausgetragen. Gespielt wurde in der Arena 2000 (9.046 Plätze) sowie der Sportpalast Awtodisel mit etwa 3.000 Plätzen.
Am Turnier nahmen zehn Nationalmannschaften teil, die in zwei Gruppen zu je fünf Teams spielten. Den Weltmeistertitel sicherte sich Kanada, das im Finale deutlich mit 3:0 gegen die Slowakei gewann. Es war der erste Titel für die Kanadier in dieser Altersklasse.
| Gruppe A | Gruppe B   |
| -------- | ---------- |
| USA      | Russland   |
| Finnland | Tschechien |
| Belarus  | Kanada     |
| Slowakei | Schweiz    |
| Schweden | Kasachstan |

### Modus
Nach den Gruppenspielen der Vorrunde qualifizieren sich die beiden Gruppenersten direkt für das Halbfinale. Die Gruppenzweiten und -dritten bestreiten je ein Qualifikationsspiel zur Halbfinalteilnahme. Die Vierten und Fünften der Gruppenspiele bestreiten – bei Mitnahme des Ergebnisses der direkten Begegnung aus der Vorrunde – die Abstiegsrunde und ermitteln dabei zwei Absteiger in die Division I.

### Austragungsorte
| \| Jaroslawl \|                      |
| Austragungsort der Weltmeisterschaft |
| Jaroslawl                            |

| Jaroslawl |

### Vorrunde

#### Gruppe A
| 12. April 2003 15:00 Uhr | Schweden | 3:3 (1:2, 1:0, 1:1) | Finnland | Sportpalast Awtodisel, Jaroslawl Zuschauer: 1.000 |
| 12. April 2003 19:00 Uhr | Belarus  | 3:3 (0:2, 0:1, 3:0) | USA      | Sportpalast Awtodisel, Jaroslawl Zuschauer: 500   |
| 13. April 2003 19:00 Uhr | Slowakei | 4:1 (2:0, 1:0, 1:1) | Schweden | Sportpalast Awtodisel, Jaroslawl Zuschauer: 1.500 |
| 14. April 2003 15:00 Uhr | Finnland | 8:6 (1:3, 4:2, 3:1) | Belarus  | Sportpalast Awtodisel, Jaroslawl Zuschauer: 800   |
| 14. April 2003 19:00 Uhr | USA      | 3:2 (1:0, 2:2, 0:0) | Slowakei | Sportpalast Awtodisel, Jaroslawl Zuschauer: 800   |
| 15. April 2003 15:00 Uhr | Schweden | 2:3 (1:0, 1:2, 0:1) | USA      | Sportpalast Awtodisel, Jaroslawl Zuschauer: 1.200 |
| 16. April 2003 15:00 Uhr | Finnland | 3:4 (1:2, 1:1, 1:1) | Slowakei | Sportpalast Awtodisel, Jaroslawl Zuschauer: 900   |
| 16. April 2003 19:00 Uhr | Belarus  | 3:9 (1:3, 1:3, 1:3) | Schweden | Sportpalast Awtodisel, Jaroslawl Zuschauer: 1.100 |
| 17. April 2003 15:00 Uhr | USA      | 2:0 (0:0, 1:0, 1:0) | Finnland | Sportpalast Awtodisel, Jaroslawl Zuschauer: 600   |
| 17. April 2003 19:00 Uhr | Slowakei | 8:2 (2:1, 2:0, 4:1) | Belarus  | Sportpalast Awtodisel, Jaroslawl Zuschauer: 400   |

| Pl. |          | Sp | S | U | N | Tore  | Punkte |
| 1.  | USA      | 4  | 3 | 1 | 0 | 11:07 | 7      |
| 2.  | Slowakei | 4  | 3 | 0 | 1 | 18:09 | 6      |
| 3.  | Schweden | 4  | 1 | 1 | 2 | 15:13 | 3      |
| 4.  | Finnland | 4  | 1 | 1 | 2 | 14:15 | 3      |
| 5.  | Belarus  | 4  | 0 | 1 | 3 | 14:28 | 1      |

Abkürzungen: Pl. = Platz, Sp = Spiele, S = Siege, U = Unentschieden, N = Niederlagen

Erläuterungen: Halbfinalqualifikant, Viertelfinalqualifikant, Abstiegsrundenqualifikant

#### Gruppe B
| 12. April 2003 15:00 Uhr | Kasachstan | 3:5 (1:2, 1:1, 1:2)  | Tschechien | Arena 2000, Jaroslawl Zuschauer: 1.500 |
| 12. April 2003 19:00 Uhr | Kanada     | 3:6 (1:1, 1:0, 1:5)  | Russland   | Arena 2000, Jaroslawl Zuschauer: 9.100 |
| 13. April 2003 15:00 Uhr | Schweiz    | 13:2 (4:1, 6:0, 3:1) | Kasachstan | Arena 2000, Jaroslawl Zuschauer: 2.100 |
| 14. April 2003 15:00 Uhr | Tschechien | 3:3 (0:3, 1:0, 2:0)  | Kanada     | Arena 2000, Jaroslawl Zuschauer: 3.100 |
| 14. April 2003 19:00 Uhr | Russland   | 12:3 (6:1, 3:1, 3:1) | Schweiz    | Arena 2000, Jaroslawl Zuschauer: 6.500 |
| 15. April 2003 19:00 Uhr | Kasachstan | 0:5 (0:3, 0:2, 0:0)  | Russland   | Arena 2000, Jaroslawl Zuschauer: 5.100 |
| 16. April 2003 15:00 Uhr | Kanada     | 8:1 (3:0, 3:0, 2:1)  | Kasachstan | Arena 2000, Jaroslawl Zuschauer: 1.900 |
| 16. April 2003 19:00 Uhr | Tschechien | 4:1 (0:1, 2:0, 2:0)  | Schweiz    | Arena 2000, Jaroslawl Zuschauer: 1.600 |
| 17. April 2003 15:00 Uhr | Schweiz    | 0:5 (0:1, 0:2, 0:2)  | Kanada     | Arena 2000, Jaroslawl Zuschauer: 2.100 |
| 17. April 2003 19:00 Uhr | Russland   | 4:2 (1:0, 2:2, 1:0)  | Tschechien | Arena 2000, Jaroslawl Zuschauer: 9.100 |

| Pl. |            | Sp | S | U | N | Tore  | Punkte |
| 1.  | Russland   | 4  | 4 | 0 | 0 | 27:08 | 8      |
| 2.  | Kanada     | 4  | 2 | 1 | 1 | 19:10 | 5      |
| 3.  | Tschechien | 4  | 2 | 1 | 1 | 14:11 | 5      |
| 4.  | Schweiz    | 4  | 1 | 0 | 3 | 17:23 | 2      |
| 5.  | Kasachstan | 4  | 0 | 0 | 4 | 06:31 | 0      |

Abkürzungen: Pl. = Platz, Sp = Spiele, S = Siege, U = Unentschieden, N = Niederlagen

Erläuterungen: Halbfinalqualifikant, Viertelfinalqualifikant, Abstiegsrundenqualifikant

### Abstiegsrunde
| 19. April 2003 15:00 Uhr | Finnland | 5:4 (2:0, 1:2, 2:2) | Kasachstan | Sportpalast Awtodisel, Jaroslawl Zuschauer: 450 |
| 19. April 2003 19:00 Uhr | Schweiz  | 3:5 (2:2, 1:2, 0:1) | Belarus    | Sportpalast Awtodisel, Jaroslawl Zuschauer: 450 |
| 20. April 2003 15:00 Uhr | Finnland | 2:2 (0:2, 1:0, 1:0) | Schweiz    | Sportpalast Awtodisel, Jaroslawl Zuschauer: 500 |
| 20. April 2003 19:00 Uhr | Belarus  | 8:6 (2:1, 1:4, 5:1) | Kasachstan | Sportpalast Awtodisel, Jaroslawl Zuschauer: 550 |

| Pl. |            | Sp | S | U | N | Tore  | Punkte |
| 1.  | Finnland   | 3  | 2 | 1 | 0 | 15:12 | 5      |
| 2.  | Belarus    | 3  | 2 | 0 | 1 | 19:17 | 4      |
| 3.  | Schweiz    | 3  | 1 | 1 | 1 | 18:09 | 3      |
| 4.  | Kasachstan | 3  | 0 | 0 | 3 | 12:26 | 0      |

Anmerkung: Die Vorrundenspiele  Finnland –  Belarus (8:6) und  Schweiz –  Kasachstan (13:2) sind in die Tabelle eingerechnet.

Abkürzungen: Pl. = Platz, Sp = Spiele, S = Siege, U = Unentschieden, N = Niederlagen

Erläuterungen: Absteiger in die Division I

### Finalrunde
|  | Viertelfinale    | Viertelfinale | Viertelfinale |    |          | Halbfinale | Halbfinale | Halbfinale |    |     | Finale           | Finale           | Finale           |
|  |                  |               |               |    |          |            |            |            |    |     |                  |                  |                  |
|  |                  |               |               |    |          | A1         | USA        | 1          |    |     |                  |                  |                  |
|  | B2               | Kanada        | 8             |    |          | B2         | Kanada     | 2          |    |     |                  |                  |                  |
|  | A3               | Schweden      | 1             |    |          |            |            |            |    | B2  | Kanada           | 3                |                  |
|  |                  |               |               |    | A2       | Slowakei   | 0          |            |    |     |                  |                  |                  |
|  |                  |               |               | B1 | Russland | 1          |            |            |    |     |                  |                  |                  |
|  | A2               | Slowakei      | 2             |    |          | A2         | Slowakei   | 2          |    |     | Spiel um Platz 3 | Spiel um Platz 3 | Spiel um Platz 3 |
|  | B3               | Tschechien    | 1             |    |          |            |            |            | A1 | USA | 3                |                  |                  |
|  |                  |               |               | B1 | Russland | 6          |            |            |    |     |                  |                  |                  |
|  |                  |               |               |    |          |            |            |            |    |     |                  |                  |                  |
|  | Spiel um Platz 5 |               |               |    |          |            |            |            |    |     |                  |                  |                  |
|  | B3               | Tschechien    | 2             |    |          |            |            |            |    |     |                  |                  |                  |
|  | A3               | Schweden      | 3             |    |          |            |            |            |    |     |                  |                  |                  |

#### Viertelfinale
| 19. April 2003 15:00 Uhr | Slowakei | 2:1 (0:1, 1:0, 1:0) | Tschechien | Arena 2000, Jaroslawl Zuschauer: 4.900 |
| 19. April 2003 19:00 Uhr | Kanada   | 8:1 (3:0, 3:1, 2:0) | Schweden   | Arena 2000, Jaroslawl Zuschauer: 5.600 |

#### Spiel um Platz 5
| 21. April 2003 19:00 Uhr | Tschechien | 2:3 n. V. (0:0, 1:1, 1:1, 0:1) | Schweden | Sportpalast Awtodisel, Jaroslawl Zuschauer: 500 |

#### Halbfinale
| 20. April 2003 15:00 Uhr | Russland | 1:2 n. P. (1:0, 0:1, 0:0, 0:0, 0:1) | Slowakei | Arena 2000, Jaroslawl Zuschauer: 8.400 |
| 20. April 2003 19:00 Uhr | USA      | 1:2 n. V. (0:0, 1:1, 0:0, 0:1)      | Kanada   | Arena 2000, Jaroslawl Zuschauer: 3.900 |

#### Spiel um Platz 3
| 22. April 2003 15:00 Uhr | USA | 3:6 (2:3, 1:1, 0:2) | Russland | Arena 2000, Jaroslawl Zuschauer: 5.900 |

#### Finale
| 22. April 2003 19:00 Uhr | Kanada | 3:0 (1:0, 1:0, 1:0) | Slowakei | Arena 2000, Jaroslawl Zuschauer: 8.700 |

### Statistik

#### Beste Scorer
Abkürzungen:  Sp = Spiele, T = Tore, V = Assists, Pkt = Punkte, +/− = Plus/Minus, SM = Strafminuten; Fett:  Turnierbestwert
| Spieler                | Team       | Sp | T | V  | Pkt | +/− | SM |
| ---------------------- | ---------- | -- | - | -- | --- | --- | -- |
| Kanstanzin Sacharau    | Belarus    | 6  | 5 | 11 | 16  | −4  | 10 |
| Andrej Kaszizyn        | Belarus    | 6  | 6 | 9  | 15  | −3  | 28 |
| Alexander Owetschkin   | Russland   | 6  | 9 | 4  | 13  | +13 | 6  |
| Wadsim Karaha          | Belarus    | 6  | 8 | 4  | 12  | −4  | 37 |
| Kevin Romy             | Schweiz    | 6  | 4 | 8  | 12  | +6  | 4  |
| Konstantin Puschkarjow | Kasachstan | 6  | 9 | 1  | 10  | −4  | 6  |
| T. J. Hensick          | USA        | 6  | 6 | 4  | 10  | +5  | 0  |
| Peter Guggisberg       | Schweiz    | 6  | 6 | 4  | 10  | +4  | 4  |
| Jewgeni Malkin         | Russland   | 6  | 5 | 4  | 9   | +11 | 2  |
| Marc-Antoine Pouliot   | Kanada     | 7  | 2 | 7  | 9   | +1  | 6  |

#### Beste Torhüter
Abkürzungen:  Sp = Spiele, Min = Eiszeit (in Minuten), SaT = Schüsse aufs Tor, GT = Gegentore, Sv% = gehaltene Schüsse (in %), GTS = Gegentorschnitt, SO = Shutouts; Fett:  Turnierbestwert
| Spieler        | Team       | Sp | Min    | GT | SO | GTS  | Sv%   |
| -------------- | ---------- | -- | ------ | -- | -- | ---- | ----- |
| Marek Schwarz  | Tschechien | 5  | 280:00 | 10 | 0  | 2,14 | 93,98 |
| Ryan Munce     | Kanada     | 6  | 360:00 | 11 | 2  | 1,83 | 93,79 |
| Jaroslav Halák | Slowakei   | 7  | 419:48 | 14 | 0  | 2,00 | 93,20 |
| Mike Brown     | USA        | 4  | 237:49 | 9  | 1  | 2,27 | 92,24 |
| Rustam Sidikow | Russland   | 6  | 314:47 | 11 | 0  | 2,10 | 91,97 |

### Abschlussplatzierungen
| Pl. | Team       |
| --- | ---------- |
| 1   | Kanada     |
| 2   | Slowakei   |
| 3   | Russland   |
| 4   | USA        |
| 5   | Schweden   |
| 6   | Tschechien |
| 7   | Finnland   |
| 8   | Belarus    |
| 9   | Schweiz    |
| 10  | Kasachstan |

### Titel, Auf- und Abstieg
| Weltmeister Kanada | Réjean Beauchemin, Shawn Belle, Steve Bernier, Paul Bissonnette, Alexandre Bolduc, Jeff Carter, Daniel Carcillo, Brennan Chapman, Braydon Coburn, Jeremy Colliton, Patrick Coulombe, Brandon Crombeen, Stephen Dixon, Ryan Getzlaf, Mike Green, Ryan Munce, Geoff Platt, Marc-Antoine Pouliot, Dany Roussin, Brent Seabrook, Anthony Stewart, Jamie Tardif Trainer: Mike Kelly |

| Silber Slowakei | Ivan Baranka, Štefan Blaho, Slavomír Bodnár, Tomáš Bulík, Ivan Dornič, Vladimír Dravecký, Adam Drgoň, Branislav Fábry, Pavol Gurčík, Jaroslav Halák, Milan Hruška, Jaroslav Markovič, Andrej Meszároš, Lukáš Mucha, Juraj Prokop, Marek Rožník, Štefan Ružička, Ladislav Ščurko, Michal Sersen, Peter Tabaček, Boris Valábik, Marek Zagrapan Trainer: Jindřich Novotný |

| Bronze Russland | Witali Anikejenko, Anton Below, Anton Dubinin, Konstantin Glasatschow, Sergei Gorelow, Alexei Iwanow, Denis Jeschow, Dmitri Kosmatschow, Denis Loginow, Konstantin Makarow, Jewgeni Malkin, Georgi Mischarin, Alexander Naurow, Artjom Nossow, Alexander Owetschkin, Andrei Perwyschin, Dmitri Pestunow, Dmitri Petrow, Grigori Schafigulin, Dmitri Schitikow, Rustam Sidikow, Dmitri Tschernych Trainer: Wladimir Krjutschkow |

| Absteiger in die Division I:    | Kasachstan, Schweiz |
| Aufsteiger in die Top-Division: | Dänemark, Norwegen  |

### Auszeichnungen
Spielertrophäen
| Auszeichnung       | Spieler              | Team     |
| ------------------ | -------------------- | -------- |
| Bester Torhüter    | Jaroslav Halák       | Slowakei |
| Bester Verteidiger | Brent Seabrook       | Kanada   |
| Bester Stürmer     | Alexander Owetschkin | Russland |

All-Star-Team
| Angriff:      | Alexander Owetschkin – T. J. Hensick – Anthony Stewart |
| Verteidigung: | Brent Seabrook – Lukáš Pulpán                          |
| Tor:          | Jaroslav Halák                                         |

## Division I

### Gruppe A in Ventspils, Lettland
| Teams             | DAN  | GER  | SLO  | LAT | JPN  | GBR  | Tore  | Pkt. |
| ----------------- | ---- | ---- | ---- | --- | ---- | ---- | ----- | ---- |
| 1. Dänemark       |      | 4:3  | 10:4 | 2:2 | 4:1  | 11:2 | 31:12 | 9:1  |
| 2. Deutschland    | 3:4  |      | 10:2 | 4:1 | 4:1  | 13:0 | 34: 8 | 8:2  |
| 3. Slowenien      | 4:10 | 2:10 |      | 6:4 | 7:2  | 5:1  | 24:27 | 6:4  |
| 4. Lettland       | 2:2  | 1:4  | 4:6  |     | 1:1  | 6:2  | 14:15 | 4:6  |
| 5. Japan          | 1:4  | 1:4  | 2:7  | 1:1 |      | 10:3 | 15:19 | 3:7  |
| 6. Großbritannien | 2:11 | 0:13 | 1:5  | 2:6 | 3:10 |      | 8:45  | 0:10 |

### Gruppe B in Briançon, Frankreich
| Teams         | NOR | POL | ITA | FRA | AUT | UKR | Tore  | Pkt. |
| ------------- | --- | --- | --- | --- | --- | --- | ----- | ---- |
| 1. Norwegen   |     | 2:2 | 5:2 | 4:2 | 4:3 | 7:4 | 22:13 | 9:1  |
| 2. Polen      | 2:2 |     | 4:3 | 3:2 | 2:1 | 0:6 | 11:13 | 7:3  |
| 3. Italien    | 2:5 | 3:4 |     | 5:3 | 1:1 | 4:0 | 15:13 | 5:5  |
| 4. Frankreich | 2:4 | 2:3 | 3:5 |     | 6:4 | 7:1 | 20:17 | 4:6  |
| 5. Österreich | 3:4 | 1:2 | 1:1 | 4:6 |     | 6:5 | 15:18 | 3:7  |
| 6. Ukraine    | 4:7 | 6:0 | 0:4 | 1:7 | 5:6 |     | 16:24 | 2:8  |

### Auf- und Absteiger
| Aufsteiger in die WM-Gruppe:  | Dänemark, Norwegen      |
| Absteiger aus der WM-Gruppe:  | Kasachstan, Schweiz     |
| Absteiger aus der Division I: | Ukraine, Großbritannien |
| Aufsteiger in die Division I: | Südkorea, Rumänien      |

## Division II

### Gruppe A in Tallinn, Estland
| Teams        | DRK  | EST  | CRO  | BEL  | ESP  | BUL  | Tore  | Pkt. |
| ------------ | ---- | ---- | ---- | ---- | ---- | ---- | ----- | ---- |
| 1. Südkorea  |      | 7:6  | 9:4  | 13:1 | 9:1  | 18:0 | 56:12 | 10:0 |
| 2. Estland   | 6:7  |      | 3:1  | 11:0 | 12:0 | 17:0 | 49:8  | 8:2  |
| 3. Kroatien  | 4:9  | 1:3  |      | 4:4  | 9:4  | 20:0 | 38:20 | 5:5  |
| 4. Belgien   | 1:13 | 0:11 | 4:4  |      | 5:3  | 10:1 | 20:32 | 5:5  |
| 5. Spanien   | 1:9  | 0:12 | 4:9  | 3:5  |      | 15:1 | 23:36 | 2:8  |
| 6. Bulgarien | 0:18 | 0:17 | 0:20 | 1:10 | 1:15 |      | 2:80  | 0:10 |

### Gruppe B in Belgrad, Serbien und Montenegro
| Teams                     | ROM | HUN  | NED | YUG | LTU  | RSA | Tore  | Pkt. |
| ------------------------- | --- | ---- | --- | --- | ---- | --- | ----- | ---- |
| 1. Rumänien               |     | 6:1  | 7:4 | 8:2 | 5:2  | 7:1 | 33:10 | 10:0 |
| 2. Ungarn                 | 1:6 |      | 5:0 | 2:2 | 11:4 | 8:0 | 27:12 | 7:3  |
| 3. Niederlande            | 4:7 | 0:5  |     | 5:2 | 5:0  | 8:3 | 22:17 | 6:4  |
| 4. Serbien und Montenegro | 2:8 | 2:2  | 2:5 |     | 4:3  | 4:1 | 14:19 | 5:5  |
| 5. Litauen                | 2:5 | 4:11 | 0:5 | 3:4 |      | 6:4 | 15:29 | 2:8  |
| 6. Südafrika              | 1:7 | 0:8  | 3:8 | 1:4 | 4:6  |     | 9:33  | 0:10 |

### Auf- und Absteiger
| Aufsteiger in die Division I:  | Südkorea, Rumänien      |
| Absteiger aus der Division I:  | Ukraine, Großbritannien |
| Absteiger aus der Division II: | Südafrika, Bulgarien    |
| Aufsteiger in die Division II: | Australien, Island      |

## Division III

### Gruppe A in Mexiko-Stadt, Mexiko
| Teams                  | AUS  | MEX | CHN | NZL  | Tore  | Pkt. |
| ---------------------- | ---- | --- | --- | ---- | ----- | ---- |
| 1. Australien          |      | 8:2 | 6:3 | 14:1 | 28:6  | 6:0  |
| 2. Mexiko              | 2:8  |     | 5:4 | 5:0  | 12:11 | 4:2  |
| 3. Volksrepublik China | 3:6  | 4:5 |     | 4:1  | 11:12 | 2:4  |
| 4. Neuseeland          | 1:14 | 0:5 | 1:4 |      | 2:23  | 0:6  |

### Gruppe B in Sarajevo, Bosnien und Herzegowina
| Teams                      | ISL  | TUR  | BIH  | ISR  | Tore  | Pkt. |
| -------------------------- | ---- | ---- | ---- | ---- | ----- | ---- |
| 1. Island                  |      | 5:2  | 9:2  | 5:0+ | 19:4  | 6:0  |
| 2. Türkei                  | 2:5  |      | 10:1 | 4:5  | 16:11 | 2:4  |
| 3. Bosnien und Herzegowina | 2:9  | 1:10 |      | 5:0+ | 8:19  | 2:4  |
| 4. Israel                  | 0:5+ | 5:4  | 0:5+ |      | 5:14  | 2:4  |

+ Die Spiele Israels wurden aufgrund des nicht-berechtigten Spielereinsatzes der Israelo-Kanadier Ziv Zukiar, Aaron Zimmer und Michael Lubinsky mit 5:0 Toren und 2:0 Punkten für den Gegner gewertet.

### Auf- und Absteiger
| Aufsteiger in die Division II: | Island, Australien   |
| Absteiger aus der Division II: | Südafrika, Bulgarien |